# Афанасьевская (Шевденицкий сельсовет)
Афанасьевская — деревня в Тарногском районе Вологодской области.
Входит в состав Тарногского сельского поселения, с точки зрения административно-территориального деления — в Шевденицкий сельсовет.
Расстояние до районного центра Тарногского Городка по автодороге — 10 км. Ближайшие населённые пункты — Феофилатовская, Матвеевская, Подволочная, Проневская.
По переписи 2002 года население — 135 человек (62 мужчины, 73 женщины). Преобладающая национальность — русские (98 %).